# Bistrinci
Bistrinci es una localidad de Croacia situada en el municipio de Belišće, en el condado de Osijek-Baranya. Según el censo de 2021, tiene una población de 1301 habitantes.

## Demografía
| Gráfica de población de Bistrinci 1857-2021                        |
|                                                                    |
| Según los censos de población de la Oficina de Estadísticas Croata |